# Scleria foveolata
Scleria foveolata là loài thực vật có hoa trong họ Cói. Loài này được Cav. miêu tả khoa học đầu tiên năm 1799.